# El Gouna
El Gouna is een in 1989 aangelegde luxueuze stad, gelegen aan de Rode Zee in Egypte, met een eigen ontziltingsinstallatie, een klein vliegveld en een ziekenhuis. Er zijn veel hotels, maar er wonen ook steeds meer mensen, voornamelijk westerlingen. Het is open voor buitenlandse toeristen en wordt tijdens vakantieperioden ook druk bezocht door Egyptenaren uit bijvoorbeeld Caïro en Alexandrië.
De stad bestaat uit diverse eilanden, gescheiden door kanalen en met elkaar verbonden door bruggen, waardoor de stad het Egyptisch Venetië genoemd wordt. Het bezit een 18-holes golfbaan en een jachthaven waar oceaan- en zeewaardige jachten aanleggen.
De afstand tot het internationale vliegveld en Hurghada is 22 kilometer.
De stad werd (net als onder andere het toeristenoord Taba Heights) gebouwd door het bedrijf Orascom Hotels and Development, dat in het bezit is van de Koptisch-Egyptische familie Sawiris en geleid wordt door Samih Sawiris. De meeste werknemers wonen dan ook in de stad.

## Overleden
- Gilles Quispel (1916-2006), Nederlands theoloog